# Marcel de Jong
Marcel de Jong (Newmarket, 15 ottobre 1986) è un ex calciatore canadese di origini olandesi, di ruolo difensore.

## Carriera

### Nazionale
Esordisce con la Nazionale canadese il 20 novembre 2007 contro il Sudafrica.

## Statistiche

### Presenze e reti nei club
Statistiche aggiornate al 7 aprile 2019.
| Stagione                   | Squadra                    | Campionato                 | Campionato | Campionato | Coppe nazionali | Coppe nazionali | Coppe nazionali | Coppe continentali | Coppe continentali | Coppe continentali | Altre coppe | Altre coppe | Altre coppe | Totale | Totale |
| Stagione                   | Squadra                    | Comp                       | Pres       | Reti       | Comp            | Pres            | Reti            | Comp               | Pres               | Reti               | Comp        | Pres        | Reti        | Pres   | Reti   |
| -------------------------- | -------------------------- | -------------------------- | ---------- | ---------- | --------------- | --------------- | --------------- | ------------------ | ------------------ | ------------------ | ----------- | ----------- | ----------- | ------ | ------ |
| 2006-2007                  | Roda JC                    | ED                         | 27         | 0          | -               | -               | -               | -                  | -                  | -                  | -           | -           | -           | 27     | 0      |
| 2007-2008                  | Roda JC                    | ED                         | 25         | 0          | CO              | 1               | 1               | CU                 | 2                  | 0                  | -           | -           | -           | 28     | 1      |
| 2008-2009                  | Roda JC                    | ED                         | 32+4       | 1+0        | CO              | 4               | 2               | -                  | -                  | -                  | -           | -           | -           | 36+4   | 3+0    |
| 2009-2010                  | Roda JC                    | ED                         | 31         | 2          | CO              | 2               | 0               | UEL                | 1                  | 0                  | -           | -           | -           | 34     | 2      |
| Totale Roda JC             | Totale Roda JC             | Totale Roda JC             | 115+4      | 3+0        |                 | 7               | 3               |                    | 3                  | 0                  |             |             |             | 125+4  | 6+0    |
| 2010-2011                  | Augusta                    | 2L                         | 27         | 3          | -               | -               | -               | -                  | -                  | -                  | -           | -           | -           | 27     | 3      |
| 2011-2012                  | Augusta                    | BL                         | 12         | 1          | CG              | 2               | 0               | -                  | -                  | -                  | -           | -           | -           | 14     | 1      |
| 2012-2013                  | Augusta                    | BL                         | 20         | 1          | CG              | 1               | 0               | -                  | -                  | -                  | -           | -           | -           | 21     | 1      |
| 2013-2014                  | Augusta                    | BL                         | 8          | 0          | CG              | 1               | 0               | -                  | -                  | -                  | -           | -           | -           | 9      | 0      |
| 2014-gen. 2015             | Augusta                    | BL                         | 1          | 0          | CG              | 1               | 0               | -                  | -                  | -                  | -           | -           | -           | 2      | 0      |
| Totale Augusta             | Totale Augusta             | Totale Augusta             | 68         | 5          |                 | 5               | 0               |                    |                    |                    |             |             |             | 73     | 5      |
| mar.-ott. 2015             | Sporting KC                | MLS                        | 13         | 1          | USOC            | 1               | 0               | -                  | -                  | -                  | -           | -           | -           | 14     | 1      |
| mar.-giu. 2016             | Ottawa Fury                | NASL                       | 6          | 2          | CC              | 3               | 0               | -                  | -                  | -                  | -           | -           | -           | 9      | 2      |
| lug.-dic. 2016             | Vancouver Whitecaps        | MLS                        | 7          | 0          | -               | -               | -               | CCL                | 2                  | 0                  | -           | -           | -           | 9      | 0      |
| 2017                       | Vancouver Whitecaps        | MLS                        | 13+3       | 0          | CC              | 2               | 0               | CCL                | 2                  | 0                  | -           | -           | -           | 17+3   | 0      |
| 2018                       | Vancouver Whitecaps        | MLS                        | 19         | 0          | CC              | 3               | 0               | -                  | -                  | -                  | -           | -           | -           | 2      | 0      |
| Totale Vancouver Whitecaps | Totale Vancouver Whitecaps | Totale Vancouver Whitecaps | 39+3       | 0          |                 | 5               | 0               |                    | 4                  | 0                  |             |             |             | 48+3   | 0      |
| Totale carriera            | Totale carriera            | Totale carriera            | 241+7      | 11+0       |                 | 21              | 3               |                    | 7                  | 0                  |             |             |             | 269+7  | 14+0   |

### Cronologia presenze e reti in nazionale
| Cronologia completa delle presenze e delle reti in nazionale ― Canada | Cronologia completa delle presenze e delle reti in nazionale ― Canada | Cronologia completa delle presenze e delle reti in nazionale ― Canada | Cronologia completa delle presenze e delle reti in nazionale ― Canada | Cronologia completa delle presenze e delle reti in nazionale ― Canada | Cronologia completa delle presenze e delle reti in nazionale ― Canada | Cronologia completa delle presenze e delle reti in nazionale ― Canada | Cronologia completa delle presenze e delle reti in nazionale ― Canada |
| Data                                                                  | Città                                                                 | In casa                                                               | Risultato                                                             | Ospiti                                                                | Competizione                                                          | Reti                                                                  | Note                                                                  |
| --------------------------------------------------------------------- | --------------------------------------------------------------------- | --------------------------------------------------------------------- | --------------------------------------------------------------------- | --------------------------------------------------------------------- | --------------------------------------------------------------------- | --------------------------------------------------------------------- | --------------------------------------------------------------------- |
| 20-11-2007                                                            | Durban                                                                | Sudafrica                                                             | 2 – 0                                                                 | Canada                                                                | Amichevole                                                            | -                                                                     | 73’                                                                   |
| 1-6-2008                                                              | Seattle                                                               | Brasile                                                               | 3 – 2                                                                 | Canada                                                                | Amichevole                                                            | -                                                                     | 74’                                                                   |
| 4-6-2008                                                              | Fort Lauderdale                                                       | Canada                                                                | 2 – 2                                                                 | Panama                                                                | Amichevole                                                            | -                                                                     | 46’                                                                   |
| 21-6-2008                                                             | Edmonton                                                              | Canada                                                                | 4 – 1                                                                 | Saint Vincent e Grenadine                                             | Qual. Mondiali 2010                                                   | -                                                                     | 81’                                                                   |
| 11-10-2008                                                            | San Pedro Sula                                                        | Honduras                                                              | 3 – 1                                                                 | Canada                                                                | Qual. Mondiali 2010                                                   | -                                                                     | 76’                                                                   |
| 15-10-2008                                                            | Edmonton                                                              | Canada                                                                | 2 – 2                                                                 | Messico                                                               | Qual. Mondiali 2010                                                   | -                                                                     | 39’                                                                   |
| 20-11-2008                                                            | Kingston                                                              | Giamaica                                                              | 3 – 0                                                                 | Canada                                                                | Qual. Mondiali 2010                                                   | -                                                                     |                                                                       |
| 30-6-2009                                                             | Oxnard                                                                | Guatemala                                                             | 0 – 3                                                                 | Canada                                                                | Amichevole                                                            | -                                                                     | 46’                                                                   |
| 3-7-2009                                                              | Carson                                                                | Canada                                                                | 1 – 0                                                                 | Giamaica                                                              | Gold Cup 2009 - 1º turno                                              | -                                                                     | 46’                                                                   |
| 7-7-2009                                                              | Columbus                                                              | Canada                                                                | 1 – 0                                                                 | El Salvador                                                           | Gold Cup 2009 - 1º turno                                              | -                                                                     | 87’                                                                   |
| 10-7-2009                                                             | Miami                                                                 | Canada                                                                | 2 – 2                                                                 | Costa Rica                                                            | Gold Cup 2009 - 1º turno                                              | 1                                                                     |                                                                       |
| 14-11-2009                                                            | Skopje                                                                | Macedonia                                                             | 3 – 0                                                                 | Canada                                                                | Amichevole                                                            | -                                                                     | 64’                                                                   |
| 18-11-2009                                                            | Bydgoszcz                                                             | Polonia                                                               | 1 – 0                                                                 | Canada                                                                | Amichevole                                                            | -                                                                     | 70’                                                                   |
| 4-9-2010                                                              | Toronto                                                               | Canada                                                                | 0 – 2                                                                 | Perù                                                                  | Amichevole                                                            | -                                                                     | 30’                                                                   |
| 8-10-2010                                                             | Kiev                                                                  | Ucraina                                                               | 2 – 2                                                                 | Canada                                                                | Amichevole                                                            | -                                                                     |                                                                       |
| 1-6-2011                                                              | Toronto                                                               | Canada                                                                | 2 – 2                                                                 | Ecuador                                                               | Amichevole                                                            | -                                                                     |                                                                       |
| 8-6-2011                                                              | East Rutherford                                                       | Stati Uniti                                                           | 2 – 0                                                                 | Canada                                                                | Gold Cup 2011 - 1º turno                                              | -                                                                     |                                                                       |
| 15-8-2012                                                             | Edmonton                                                              | Canada                                                                | 2 – 0                                                                 | Trinidad e Tobago                                                     | Amichevole                                                            | -                                                                     | 46’                                                                   |
| 7-9-2012                                                              | Toronto                                                               | Canada                                                                | 1 – 0                                                                 | Panama                                                                | Qual. Mondiali 2014                                                   | -                                                                     | 86’                                                                   |
| 11-9-2012                                                             | Panama                                                                | Panama                                                                | 2 – 0                                                                 | Canada                                                                | Qual. Mondiali 2014                                                   | -                                                                     |                                                                       |
| 22-3-2013                                                             | Doha                                                                  | Canada                                                                | 1 – 2                                                                 | Giappone                                                              | Amichevole                                                            | -                                                                     |                                                                       |
| 25-3-2013                                                             | Doha                                                                  | Bielorussia                                                           | 2 – 0                                                                 | Canada                                                                | Amichevole                                                            | -                                                                     | 36’ 79’                                                               |
| 7-7-2013                                                              | Pasadena                                                              | Canada                                                                | 0 – 1                                                                 | Martinica                                                             | Gold Cup 2013 - 1º turno                                              | -                                                                     |                                                                       |
| 12-7-2013                                                             | Seattle                                                               | Messico                                                               | 2 – 0                                                                 | Canada                                                                | Gold Cup 2013 - 1º turno                                              | -                                                                     |                                                                       |
| 14-7-2013                                                             | Denver                                                                | Panama                                                                | 0 – 0                                                                 | Canada                                                                | Gold Cup 2013 - 1º turno                                              | -                                                                     | 65’                                                                   |
| 10-9-2013                                                             | Oliva                                                                 | Canada                                                                | 0 – 1                                                                 | Mauritania                                                            | Amichevole                                                            | -                                                                     | 38’                                                                   |
| 15-10-2013                                                            | Londra                                                                | Canada                                                                | 0 – 3                                                                 | Australia                                                             | Amichevole                                                            | -                                                                     | 61’                                                                   |
| 15-11-2013                                                            | Olomouc                                                               | Rep. Ceca                                                             | 2 – 0                                                                 | Canada                                                                | Amichevole                                                            | -                                                                     | 61’                                                                   |
| 19-11-2013                                                            | Celje                                                                 | Slovenia                                                              | 1 – 0                                                                 | Canada                                                                | Amichevole                                                            | -                                                                     | 68’                                                                   |
| 10-9-2014                                                             | Fort Lauderdale                                                       | Canada                                                                | 3 – 1                                                                 | Giamaica                                                              | Amichevole                                                            | 1                                                                     | 88’                                                                   |
| 14-10-2014                                                            | Harrison                                                              | Canada                                                                | 0 – 1                                                                 | Colombia                                                              | Amichevole                                                            | -                                                                     | 77’                                                                   |
| 27-3-2015                                                             | Fort Lauderdale                                                       | Canada                                                                | 1 – 0                                                                 | Guatemala                                                             | Amichevole                                                            | -                                                                     | 86’                                                                   |
| 31-3-2015                                                             | Bayamón                                                               | Porto Rico                                                            | 0 – 3                                                                 | Canada                                                                | Amichevole                                                            | -                                                                     | 30’                                                                   |
| 8-7-2015                                                              | Carson                                                                | El Salvador                                                           | 0 – 0                                                                 | Canada                                                                | Gold Cup 2015 - 1º turno                                              | -                                                                     |                                                                       |
| 11-7-2015                                                             | Houston                                                               | Giamaica                                                              | 1 – 0                                                                 | Canada                                                                | Gold Cup 2015 - 1º turno                                              | -                                                                     |                                                                       |
| 14-7-2015                                                             | Toronto                                                               | Canada                                                                | 0 – 0                                                                 | Costa Rica                                                            | Gold Cup 2015 - 1º turno                                              | -                                                                     |                                                                       |
| 4-9-2015                                                              | Toronto                                                               | Canada                                                                | 3 – 0                                                                 | Belize                                                                | Qual. Mondiali 2018                                                   | -                                                                     |                                                                       |
| 8-9-2015                                                              | Belmopan                                                              | Belize                                                                | 1 – 1                                                                 | Canada                                                                | Qual. Mondiali 2018                                                   | -                                                                     | 29’ 74’                                                               |
| 13-10-2015                                                            | Edmonton                                                              | Canada                                                                | 1 – 1                                                                 | Ghana                                                                 | Amichevole                                                            | 1                                                                     | 53’                                                                   |
| 13-11-2015                                                            | Vancouver                                                             | Canada                                                                | 1 – 0                                                                 | Honduras                                                              | Qual. Mondiali 2018                                                   | -                                                                     |                                                                       |
| 17-11-2015                                                            | San Salvador                                                          | El Salvador                                                           | 0 – 0                                                                 | Canada                                                                | Qual. Mondiali 2018                                                   | -                                                                     |                                                                       |
| 5-2-2016                                                              | Carson                                                                | Stati Uniti                                                           | 1 – 0                                                                 | Canada                                                                | Amichevole                                                            | -                                                                     | 85’                                                                   |
| 25-3-2016                                                             | Vancouver                                                             | Canada                                                                | 0 – 3                                                                 | Messico                                                               | Qual. Mondiali 2018                                                   | -                                                                     |                                                                       |
| 29-3-2016                                                             | Città del Messico                                                     | Messico                                                               | 2 – 0                                                                 | Canada                                                                | Qual. Mondiali 2018                                                   | -                                                                     |                                                                       |
| 2-6-2016                                                              | Lafnitz                                                               | Canada                                                                | 1 – 1                                                                 | Azerbaigian                                                           | Amichevole                                                            | -                                                                     | 44’                                                                   |
| 2-9-2016                                                              | San Pedro Sula                                                        | Honduras                                                              | 2 – 1                                                                 | Canada                                                                | Qual. Mondiali 2018                                                   | -                                                                     |                                                                       |
| 6-9-2016                                                              | Vancouver                                                             | Canada                                                                | 3 – 1                                                                 | El Salvador                                                           | Qual. Mondiali 2018                                                   | -                                                                     |                                                                       |
| 11-10-2016                                                            | Marrakech                                                             | Marocco                                                               | 4 – 0                                                                 | Canada                                                                | Amichevole                                                            | -                                                                     |                                                                       |
| 12-11-2016                                                            | Cheonan                                                               | Corea del Sud                                                         | 2 – 0                                                                 | Canada                                                                | Amichevole                                                            | -                                                                     |                                                                       |
| 22-1-2017                                                             | Devonshire                                                            | Bermuda                                                               | 2 – 4                                                                 | Canada                                                                | Amichevole                                                            | -                                                                     |                                                                       |
| 13-6-2017                                                             | Montreal                                                              | Canada                                                                | 2 – 1                                                                 | Curaçao                                                               | Amichevole                                                            | -                                                                     |                                                                       |
| 7-7-2017                                                              | Harrison                                                              | Guyana francese                                                       | 2 – 4                                                                 | Canada                                                                | Gold Cup 2017 - 1º turno                                              | -                                                                     |                                                                       |
| 14-7-2017                                                             | Frisco                                                                | Canada                                                                | 0 – 0                                                                 | Honduras                                                              | Gold Cup 2017 - 1º turno                                              | -                                                                     |                                                                       |
| 20-7-2017                                                             | Glendale                                                              | Giamaica                                                              | 2 – 1                                                                 | Canada                                                                | Gold Cup 2017 - Quarti di finale                                      | -                                                                     |                                                                       |
| 2-9-2017                                                              | Toronto                                                               | Canada                                                                | 2 – 0                                                                 | Giamaica                                                              | Amichevole                                                            | -                                                                     | 46’                                                                   |
| 9-9-2018                                                              | Bradenton                                                             | Isole Vergini Americane                                               | 0 – 8                                                                 | Canada                                                                | CONCACAF Nations League 2019-2020 - 1º turno                          | -                                                                     | 61’ 69’                                                               |
| Totale                                                                |                                                                       | Presenze                                                              | 56                                                                    |                                                                       | Reti                                                                  | 3                                                                     |                                                                       |